# 德胜口水库
德胜口水库是位于北京市昌平县十三陵乡的水库,拦截东沙河上游的德胜口沟。
1959-1960年建成。分上库和下库，总库容70万立方米，控制流域面积49平方公里。有主坝、副坝、溢洪道、输水洞和水电站。主坝为浆砌石溢流拱坝，最大坝高26米，顶长52米。